# داوید زیما
داوید زیما (انگلیسی: David Zima؛ زادهٔ ۸ نوامبر ۲۰۰۰) بازیکن فوتبال اهل جمهوری چک است که برای باشگاه تورینو بازی می‌کند.
وی همچنین در تیم‌های ملی فوتبال زیر ۲۱ سال جمهوری چک و جمهوری چک بازی کرده‌است.